# Fiction (album)
Pour les articles homonymes, voir Fiction (homonymie).
Albums de Dark Tranquillity
Character We Are the Void
Fiction est le huitième album du groupe suédois Dark Tranquillity, sorti le 24 avril 2007, sous l'étiquette Century Media Records.
L'album s'est classé en 12e position à sa première semaine de vente en Suède, en 19e en Finlande, en 34e en Italie et en 59e en Allemagne. L'album s'est également vendu à 3 000 copies à sa première semaine de vente aux États-Unis.
La pochette et le design de l'album a été réalisé par Cabin Fever Media, qui est le studio de design du guitariste Niklas Sundin.

## Titres
1. Nothing to No One – 4:10
2. The Lesser Faith – 4:37
3. Terminus (Where Death is Most Alive) – 4:24
4. Blind at Heart – 4:21
5. Icipher – 4:39
6. Inside the Particle Storm – 5:29
7. Empty Me – 4:59
8. Misery’s Crown – 4:14
9. Focus Shift – 3:36
10. The Mundane and the Magic – 5:17

Titres bonus
- A Closer End (Édition japonaise)
- Winter Triangle (Instrumental) (Édition australienne)

## Musiciens
- Mikael Stanne – Chant
- Niklas Sundin – Guitare
- Martin Henriksson – Guitare
- Martin Brändström – Clavier et son électronique
- Michael Nicklasson – Basse
- Anders Jivarp – Batterie
- Nell Sigland – Chant féminin dans The Mundane and the Magic